# 格奥尔格·恩斯特·斯塔尔
格奥尔格·恩斯特·斯塔尔（德語：Georg Ernst Stahl，1659年10月22日—1734年5月24日）是一名德国化学家、医生和哲学家，燃素说和活力说的創始人。

## 生平
斯塔尔生于安斯巴赫。在当地接受高中教育后，于1679年进入耶拿大学的医学院，和弗里德里希·霍夫曼是同学，1684年他被授予博士学位。1687年成为萨克森-魏玛公爵约翰·恩斯特三世的御医。1694年他担任了新建立的哈勒大学的医学系主任。在哈勒，他和卡塔琳娜·玛格丽瑟·米卡奇结婚，1696年妻子死于难产，后与芭芭拉·特恩特泽尔·伊利诺结婚，但妻子遭到了同样的命运。妻子的去世让斯塔尔性格变得孤僻，他的论敌索性称他为“厌恶人类者”。1716年斯塔尔被任命为普鲁士国王腓特烈·威廉一世的御医，他从此离开哈勒大学，在柏林居住。

## 医学观点
1708年斯塔尔发表了他主要的医学著作《真正的医学理论》。和赫尔曼·布尔哈夫等人试图用所知的物理和化学知识来解释生命和疾病相反，斯塔尔用类似灵魂的“活力”（anima）来解释，他认为所有的生命体都有活力，而医学的任务正是解决生命体的问题，化学则应专注于无生命体或生命体失去活力后的变化，比如尸体腐败的过程，两者的基本原理完全不同。
莱布尼茨对此主题很感兴趣，但他认为物理学、医学和化学的基本原理是相通的，为此他写了一封十五页的信给斯塔尔，斯塔尔撰写了一百页的反驳文字，莱布尼茨又写了十三页的反驳，斯塔尔继续反驳但未寄出。莱布尼茨去世四年后的1720年，斯塔尔将几次通信编成《无用的消遣》出版。斯塔尔的活力说对蒙彼利埃学派有很大的影响。

## 化学观点

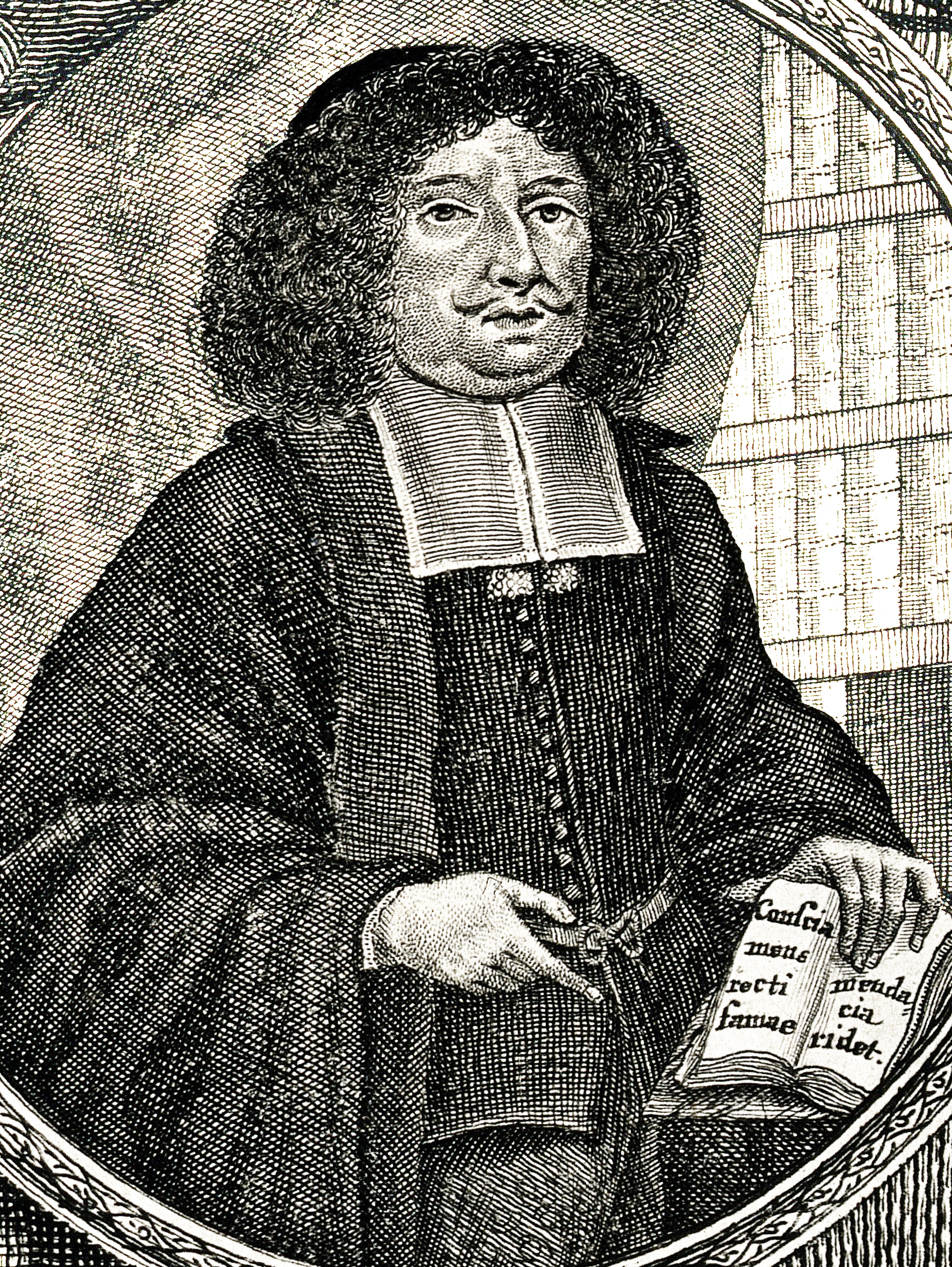
约翰·贝歇尔

1697年斯塔尔发表了关于发酵问题的专著，讨论了啤酒和葡萄酒的发酵过程。之后的斯塔尔开始受到德国化学家约翰·约阿希姆·贝歇尔的影响。贝歇尔在他于1669年所发表的《物质的原理》中，认为固体的性质可以认为是“石土”“油土”和“汞土”三种性质的结合，其中的“油土”是所有可燃性物质都具有的，就象炼金术中常用到的硫那样。
斯塔尔在自己1718年的著作中将“油土”改称为“燃素”。他发现木头燃烧后的灰烬质量小于原有质量，他认为这是木头失去燃素的证据。他还解释了为何木炭可以与金属燃烧后的灰烬（金属氧化物）反应生成金属，因为木炭富含大量燃素，在反应过程中，木炭把燃素转移给了缺少燃素金属灰，从而生成了金属。他推测植物可以吸收燃素，部分燃素会通过食物链转入动物体内，这样自然界的燃素可以形成一个循环，大气中的燃素保持一定，不会产生燃素饱和，不再支持燃烧的结果。